# Separación de poderes (El Ala Oeste)
 Separación de poderes  es el séptimo capítulo de la quinta temporada de la serie dramática El Ala Oeste.

## Argumento
El Presidente del Tribunal Supremo ha sufrido un desfallecimiento. A sus 84 años, este juez liberal presenta síntomas de cansancio. Toby habla con un antiguo ayudante suyo, el republicano Joe Quincy quien ahora trabaja en el departamento jurídico de la Casa Blanca, para ver su estado en el hospital. Consigue que, tras salir del mismo, vaya a visitar al Presidente y le comunique su negativa a dimitir.
Mientras la primera dama y C.J. se centran en una entrevista que dará Zoey a una famosa periodista, Diane Mathers. La secretaria de Prensa de la Casa Blanca la prepara para una pregunta clave: ¿aceptó tomar drogas en la fiesta donde fue secuestrada?. El éxito es completo, aunque se da cuenta de que la mujer del Presidente no quiere volver junto a su marido.
Los asesores económicos de la Casa Blanca discuten con el nuevo portavoz del parlamento Jeff Haffley sobre los presupuestos federales. Con la fecha límite para aprobarlos acercándose peligrosamente, Angela Blake se enfrenta al reto de intentar que salga bien un acuerdo que puede contradecir las promesas electorales del Presidente Bartlet. Los republicanos quieren una reducción, a última hora, del 3% en los gastos federales. Y además, rechazan los planes de aumentar las becas universitarias y aumentar el presupuesto de sanidad. Finalmente el propio Bartlet se unirá a la reunión y dirá un no rotundo, arriesgándose a una parálisis de la administración federal.

## Curiosidades
- Matthew Perry compaginó el rodaje de este episodio con el comienzo de la nueva temporada de Friends, serie que finalizaría un año después.[1]

## Enlaces
- Enlace al Imdb. (enlace roto disponible en Internet Archive; véase el historial, la primera versión y la última).
- Guía del Episodio (en inglés).